# Brettiella culmosa
Brettiella culmosa is een mosdiertjessoort uit de familie van de Bugulidae. De wetenschappelijke naam van de soort is voor het eerst geldig gepubliceerd in 2001 door Tilbrook, Hayward & Gordon.